# Prevotella
Nicht zu verwechseln mit Pruvotella (Ruderschnecken).
Prevotella ist eine Gattung gramnegativer Bakterien in der Familie Prevotellaceae, deren Typusgattung sie ist. Sie wurde zu Ehren des französischen Mikrobiologen André-Romain Prévot (1894–1982) benannt. Typusart ist Prevotella melaninogenica.
Die Arten der Gattung Prevotella sind in verschiedenen ökologischen Lebensräumen weit verbreitet.
Anhand einer Reihe von Genomvergleichen derzeit gültig benannter Arten wurde die früher äußerst umfangreiche Gattung Prevotella in sieben Gattungen unterteilt: Prevotella (sensu stricto, Klade 1), Hallella (Klade 2), Segatella (Klade 3), Hoylesella (Klade 4), Leyella (Klade 5), Xylanibacter (Klade 6) und Palleniella (Klade 7). Die Details dieser Aufspaltung sind aber noch in Diskussion (s. u.).
Derzeit sind ca. 56 gültig veröffentlichten Arten in der Gattung verbleiben (Stand 8. September 2024). Diese sind mit dem Menschen und anderen Säugetierwirte assoziiert.
Bei Säugetieren ist die Gattung vor allem im Darmmikrobiom von Schweinen stark vertreten.
Beim Menschen sind Prevotella-Arten Mitglieder des oralen, intestinalen und vaginalen Mikrobioms – d. h. im Mund, Darm und der Vagina vorzufinden.
Zu den durch Prevotella-Arten hervorgerufenen Infektionen gehören Aspirationspneumonie, Lungenabszess, Lungenempyem, chronische Mittelohrentzündung (Otitis media) und Nasennebenhöhlenentzündung (Sinusitis).
Sie wurden aber auch aus Abszessen und Verbrennungen in der Nähe des Mundes, Bisswunden, Paronychie (Nagelbettentzündung, „Umlauf“), Harnwegsinfekten, Herdenzephalitis, Osteomyelitis (Knochenmarkentzündung) und Bakteriämie (Bakterien im Blut) im Zusammenhang mit Infektionen der oberen Atemwege isoliert.
Prevotella-Arten überwiegen zudem bei Parodontitis bis hin zu Parodontalabszessen.

## Mikrobiom

### Darm

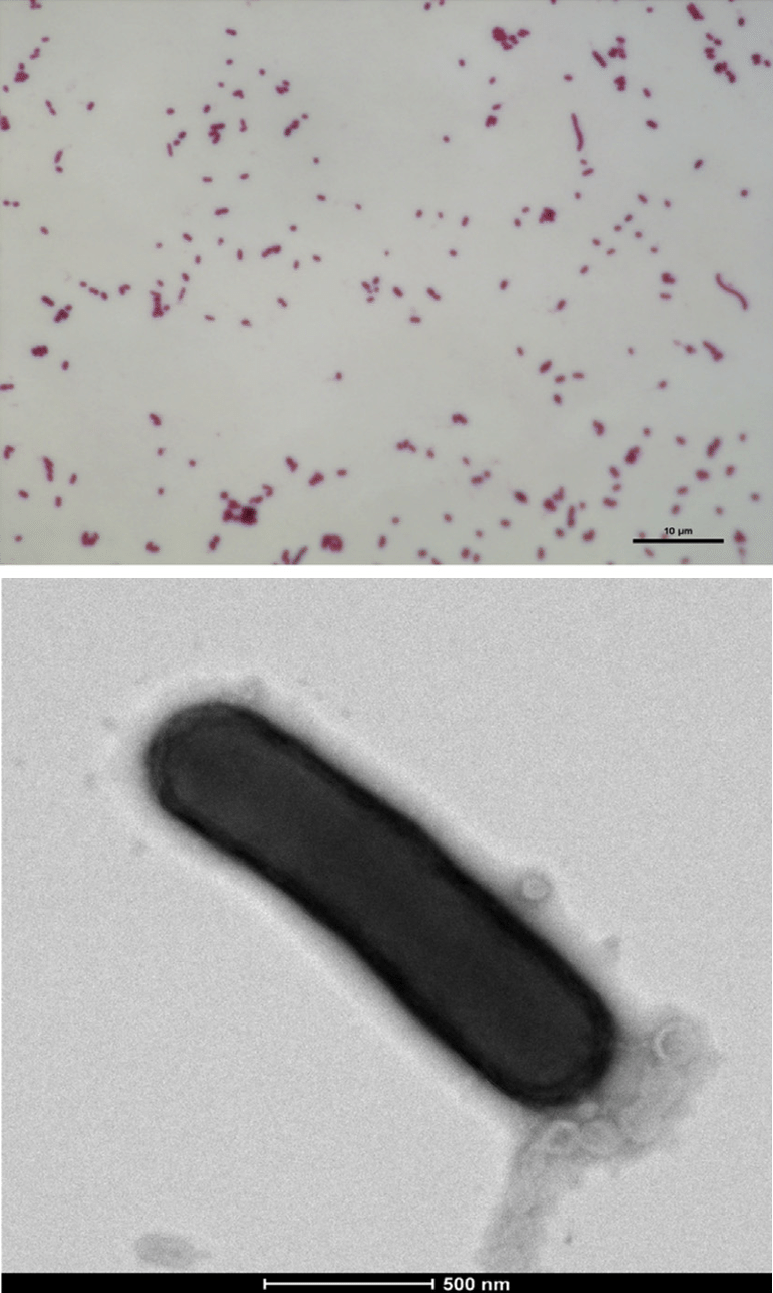
Prevotella phocaeensis SN19^{T}. Oben: LM-Aufnahme gram-gefärbter Bakterien; Balken 10 µm. Unten: TEM-Aufnahme einer Zelle. Balken 500 nm.

Der menschliche Darm wird hauptsächlich von zwei Bakteriengruppen (Phyla) bewohnt – Bacillota und Bacteroidota, wobei die letzteren hauptsächlich durch die Gattungen Bacteroides und Prevotella vertreten sind.
Man geht davon aus, dass Prevotella und Bacteroides einen nicht allzu weit entfernten gemeinsamen Vorfahren hatten. Formal werden die beiden Gattungen erst seit 1990 unterschieden, aber beide gemeinsam in die  Ordnung Bacteroidales klassifiziert. Für einzelne Arten ist die Klassifizierung vermutlich noch nicht endgültig. So wurde beispielsweise Bacteroides melaninogenicus neu klassifiziert und in Prevotella melaninogenica und Prevotella intermedia aufgeteilt.
Im Darm dominieren entweder Prevotella oder Bacteroides und können dort antagonistisch sein: Mikrobengemeinschaften im Darm enthalten oft entweder viele Bacteroides- oder viele Prevotella-Bakterien, aber kaum beide zusammen. Dabei ist Prevotella in nicht-westlichen Bevölkerungsteilen, die sich pflanzenreich ernähren, häufiger anzutreffen; werden aber auch in westlichen Populationen mit einer Ernährung in Verbindung gebracht, die reich an Obst und Gemüse ist. Eine Genomanalyse von Prevotella copri (nun in der Systematik als Segatella copri geführt) ergab, dass es dieser Spezies an der Fähigkeit zum Abbau von Glykanen des Wirts mangelt, sie aber eher für den Abbau von pflanzlichen Glykanen ausgestattet ist.
In einer Studie über Darmbakterien von Kindern in Burkina Faso machten Prevotella-Arten 53 % der Darmbakterien aus, während sie bei gleichaltrigen europäischen Kindern fehlten.
Es scheint also einen Zusammenhang zu geben zwischen der langfristigen Ernährung und der Zusammensetzung des Darmmikrobiom: Wer viel Protein und tierische Fette isst, hat überwiegend Bacteroides-Bakterien, während bei diejenigen, die mehr Kohlenhydrate, insbesondere Ballaststoffe, zu sich nehmen, Prevotella-Arten dominieren.
Prevotella-Arten werden auch mit Darmentzündungen in Verbindung gebracht. Erhöhte Werte von P. copri scheinen zu chronischen Entzündungen bei HIV-Patienten beizutragen.
Anhand der Kultivierung des Referenzstamms P. copri CB7, geprobt von einem gesunden 52-jährigen Japaner, ließ sich zeigen, dass ein und derselbe Stamm von P. copri je nach Kontext als vorteilhaft oder nachteilig interpretiert werden muss. Wenn man die Variabilität der Stämme mit in Betracht zieht, wird es noch komplexer und schwieriger, allgemeine Aussagen zu machen.
Die Gattung Prevotella weist eine erhebliche genetische Vielfalt auf, insbesondere im Vergleich zwischen Arten, die beim Menschen, bzw. bei anderen Säugetieren gefunden werden.
Diese Vielfalt wird durch unterschiedliche Evolutionspfade, Genomgrößen (Anzahl der DNA-Basenpaare) und eine bemerkenswerte Variation des G+C-Gehalts unterstrichen.
Mit dem Menschen assoziierten Prevotella-Arten werden in der Regel getrennt von denen in Tieren wie Schweinen und Wiederkäuern gruppiert.
Die genetischen und allgemeinen Unterschiede des Darmmikrobioms und die hohe genetische Vielfalt von Prevotella erschweren die Vorhersage ihrer Funktion, die von Person zu Person variieren kann.

### Vagina
Prevotella-Arten können in der Vagina als Kommensalen vorkommen, wobei aber eine erhöhte Abundanz von Prevotella in der Vaginalschleimhaut eine bakterielle Vaginose anzeigt.
Im Jahr 2017 zeigte eine Studie mit 542 koreanischen Frauen (darunter eineiige und zweieiige Zwillinge), dass die Zusammensetzung des vaginalen Mikrobioms durch den Menopausenstatus und die Stärke einer bakteriellen Vaginose beeinflusst wird. Dabei war ein Vorherrschen von  Lactobacillus sensu lato bzw. von Prevotella unter den nützlichen respektive potenziell schädlichen Bakterien am stärksten erblich bedingt.
Eine Analyse zeigte eine genetische Verbindung zwischen Interleukin-5-Varianten und der Häufigkeit von Prevotella auf. Darüber hinaus wurde festgestellt, dass Fettleibigkeit das vaginale Mikrobiom erheblich diversifiziert und insbesondere das Vorkommen von Prevotella erhöht. Auch andere Faktoren wie eine Hormontherapie oder eine Infektion mit dem humanen Papillomviren (HPV) können die Häufigkeit von Prevotella beeinflussen.
Prevotella bivia produziert Lipopolysaccharide und Ammoniak, die Teil des Vaginalschleims sind.
Die Spezies steht auch mit der Produktion von Epithel-Zytokinen in Verbindung und fördert das Wachstum anderer mit bakterieller Vaginose assoziierter Bakterien, wie Gardnerella vaginalis. Diese Art wiederum stimuliert das Wachstum von P. bivia.
P. bivia löst im Vaginaltrakt eine Immunreaktion ähnlich wie die Lipopolysaccharide aus, indem es Gene aktiviert, die am TH17-Signalweg durch Antigen-präsentierende Zellen beteiligt sind: Interleukin-23α (IL23A), Interleukin-23 (IL6), Interleukin-1α (IL1A) und Interleukin-1β (IL1B).
Diese Aktivierung führt zur Rekrutierung von T-Helferzellen (TH-Zellen) im entzündeten Bereich. Das wiederum ist wichtig für die Gesundheit der Frauen, denn das Vorhandensein von CCR5CCR5+-TH-Zellen in der Vaginalschleimhaut könnte das Übertragungsrisiko von HIV bei bakterieller Vaginose erhöhen.

## Klinik
Prevotella intermedia und P. nigrescens stehen in Verbindung mit entzündlichen Parodontalerkrankungen wie Schwangerschaftsgingivitis, akuter nekrotisierender ulcerativer Gingivitis und Parodontitis bei Erwachsenen. Zusammen mit Porphyromonas gingivalis werden sie auch als schwarzpigmentierende Anaerobier (englisch black-pigmenting anaerobes) bezeichnet. Alle drei Bakterienspezies benötigen Hämin, um Eisen für ihr Wachstum zu gewinnen. Nachgewiesen binden diese Arten Lactoferrin, das bei Entzündungen und Blutungen bei Parodontitis-Patienten zusammen mit dem Inhalt neutrophiler Granulozyten freigesetzt wird (Lyse). Lactoferrin hemmt zwar das Wachstum von Porphyromonas gingivalis, nicht aber das der Prevotella-Arten.
Anorganisches Eisen und eisenbindende Proteine wie Transferrin und Lactoferrin fördern zwar das Wachstum von Prevotella intermedia nicht, aber eisenhaltige Komplexverbindung wie Hämin, menschliches Hämoglobin, Rinderhämoglobin und auch Rinderkatalase stimulieren das Wachstum von dieser Spezies.
Diese Beobachtung wird unterstützt durch den Nachweis eines hämoglobinbindenden Proteins auf der Zelloberfläche von P. intermedia.
Einige Studien weisen auch auf einen Zusammenhang zwischen abnormen Werten von Prevotella copri und rheumatoider Arthritis hin.
Wie 2014 gezeigt, korreliert eine übermäßige Vermehrung von Prevotella bei gleichzeitiger Verringerung der Milchsäurebakterien (Lactobacillus) sensu lato mit dem Auftreten von Osteomyelitis (Knochenmarkentzündung) bei Mäusen. Die Verringerung von Prevotella führte im Mausmodell zu einer Zunahme von Lactobacillus s. l., was eine Schutzwirkung gegen Osteomyelitis zeigte.
Somit könnten Veränderungen in der Prevotella-Microbiota mit der Entwicklung von Osteomyelitis in Zusammenhang stehen.
Etwa 70 % bzw. 30 % der Prevotella-Stämme sind resistent gegen Penicillin respektive Clindamycin, während bei nur weniger als 10 % der für Blutbahninfektionen beim Menschen verantwortlichen klinischen Stämme eine Resistenz gegen Metronidazol und die Kombination Amoxicillin/Clavulanat festgestellt wurde.

## Artenliste
Artenliste nach LPSN (Stand 8. September 2024, mit Bestätigungen bzw. Abweichungen nach der GTDB):
Gattung Prevotella Shah & Collins 1990. Synonyme:
- Hoylesella Hitch et al. 2023
- Leyella Hitch et al. 2023
- Segatella Hitch et al. 2023
Die Gattung Xylanibacter Ueki et al. 2006 gilt aktuell nicht mehr als ein Synonym von Prevotella.
Spezies:
- Prevotella albensis Avguštin et al. 1997(G)
  - Referenzstamm W1609 [CCUG 54766; DSM 19339; JCM 15638]
  - Referenzstamm(G) DSM 11370 [JCM 12258]
- Prevotella amnii Lawson et al. 2008(G)[24]
  - Referenzstamm M384 [CCUG 51935; CIP 105472; DSM 11370; JCM 12258]
  - Referenzstamm(G) DSM 23384 [JCM 14753]
- Prevotella aurantiaca Sakamoto et al. 2010(G)
  - Referenzstamm OMA31 [CCUG 57723; DSM 24803; JCM 15754]
  - Referenzstamm(G) JCM 15754
- „Candidatus Prevotella avicola“ Gilroy et al. 2021(G)
  - Referenzstamm ChiHecec3B27-8219(G)
- Prevotella baroniae Downes et al. 2005
  - Referenzstamm E9.33 [CCUG 50418; DSM 16972;(G) JCM 13447(G)]
- Prevotella bergensis Downes et al. 2006(G)
  - Referenzstamm 94067913 [CCUG 51224; DSM 17361;(G) JCM 13869]
- Prevotella bivia (Holdeman & Johnson 1977) Shah & Collins 1990(G)
  - Referenzstamm VPI 6822 [ATCC 29303; CCUG 9557; CIP 105105; DSM 20514;(G) JCM 6331; LMG 6452; NCTC 11156]
- Prevotella brunnea Buhl et al. 2019(G)
  - Referenzstamm A2672(G) [CCOS 1231; CCUG 72809; DSM 108033]
- Prevotella bryantii Avguštin et al. 1997(G)
  - Referenzstamm: B 14 [B14;(G) CIP 105474; DSM 11371]
- Prevotella buccae (Holdeman et al. 1982) Shah & Collins 1990(G)
  - Referenzstamm VPI D3A-6 [ATCC 33574;(G) CCUG 15401; CIP 105106; DSM 19025; JCM 12245]
- Prevotella buccalis (Shah & Collins 1982) Shah & Collins 1990(G)
  - Referenzstamm HS4 [ATCC 35310;(G) CCUG 15557; DSM 20616; JCM 12246; NCDO 2354; NCFB 2354; NCTC 13064]
- Prevotella cerevisiae Nakata et al. 2019(G)
  - Referenzstamm SBC 8034 [DSM 100619;(G) JCM 30867]
- Prevotella colorans Buhl et al. 2016(G)
  - Referenzstamm A1336 [CCOS 902; CCUG 67421; DSM 100333;(G) KCTC 15694]
- Prevotella communis Grabner et al. 2024(G)
  - Referenzstamm: E1-9(G) [DMS 114121T; DSM 114121; ZIM A0001]
- „Prevotella conceptionensis“ Fenollar et al. 2006(G)
  - Referenzstamm 9403948(G)
- Prevotella copri Hayashi et al. 2007(G)[19][25][A. 3]
  - Referenzstamm CB7 [JCM 13464; DSM 18205(G)]
- Prevotella corporis (Johnson & Holdeman 1983) Shah & Collins 1990(G)
  - Referenzstamm Lambe 532-70A [ATCC 33547; CIP 105107; DSM 18810;(G) JCM 8529; NCTC 13065; VPI 9342]
- Prevotella dentalis (Haapasalo et al. 1986) Willems & Collins 1995[A. 4]
  - Referenzstamm ES2772 [ATCC 49559; CCUG 48288; DSM 3688; JCM 13448; NCTC 12043]
- Prevotella dentasini Takada et al. 2010(G)
  - Referenzstamm NUM 1903 [DSM 22229; JCM 15908(G)]
- Prevotella denticola (Shah & Collins 1982) Shah & Collins 1990(G)
  - Referenzstamm 1210 [ATCC 35308; CCUG 29542; CIP 104478; DSM 20614; JCM 13449; NCDO 2352; NCFB 2352; NCTC 13067;(G) VPI 14460]
- Prevotella disiens (Holdeman & Johnson 1977) Shah & Collins 1990(G)
  - Referenzstamm VPI 8057 [ATCC 29426; CCUG 9558; CIP 105108; DSM 20516; JCM 6334;(G) LMG 6453; NCTC 11157]
- Prevotella enoeca Moore et al. 1994(G)
  - Referenzstamm VPI D194A-25A [ATCC 51261; CIP 104472; DSM 19773; JCM 12259;(G) NCTC 13068]
- „Candidatus Prevotella equi“ Gilroy et al. 2022
  - Referenzstamm E4_23
- Prevotella falsenii Sakamoto et al. 2009(G)
  - Referenzstamm 04052 [CCUG 56137; DSM 22864; JCM 15124(G)]
- Prevotella fusca Downes & Wade 2011(G)[26]
  - Referenzstamm W1435(G) [CCUG 57946; DSM 22504]
- Prevotella herbatica Ueki et al. 2022(G)
  - Referenzstamm WR 41 [WR041;(G) DSM 112534; NBRC 115134]
- Prevotella histicola Downes et al. 2008(G)[27]
  - Referenzstamm T05-04 [CCUG 55407; DSM 19854; JCM 15637(G)]
- Prevotella hominis Liou et al. 2020(G)
  - Referenzstamm gm001 [BCRC 81118;(G) JCM 33280]
- „Prevotella ihumii“ Guilhot et al. 2017(G)
  - Referenzstamm Marseille P3385 [Marseille-P3385;(G) CSUR P3385]
- Prevotella illustrans Buhl et al. 2021(G)
  - Referenzstamm A2931(G) [CCOS 1232; CCUG 72806; DSM 108028]
- Prevotella intermedia (Holdeman & Moore 1970) Shah & Collins 1990(G)[16][17][18][6][28]
  - Referenzstamm Finegold B422 [ATCC 25611;(G) CCUG 24041; CIP 101222; CIP 103682; DSM 20706;(G) JCM 11150; JCM 12248; NCTC 13070; VPI 4197]
- „Candidatus Prevotella intestinigallinarum“ Gilroy et al. 2021(G)
  - Referenzstamm 146(G)
- Prevotella jejuni Hedberg et al. 2013(G)[29]
  - Referenzstamm CD3:28 [CCUG 60371; DSM 26989(G)]
- „Prevotella koreensis“ Park et al. 2019(G)
  - Referenzstamm JS262 [JCM 33298; KCOM 3155(G)]
- Prevotella lacticifex Shinkai et al. 2022
  - Referenzstamm R5019 [DSM 112675;(G) JCM 34664(G)]
- Prevotella lascolaii Diop et al. 2021(G)
  - Referenzstamm khD1(G) [CSUR P0109; DSM 101754]
- Prevotella loescheii (Holdeman & Johnson 1982) Shah & Collins 1990(G)
  - Referenzstamm 8B [ATCC 15930;(G) CCUG 5914; DSM 19665;(G) JCM 12249;(G) JCM 8530; NCTC 11321; VPI 9085]
- Prevotella maculosa Downes et al. 2007(G)
  - Referenzstamm W1609 [CCUG 54766; DSM 19339;(G) JCM 15638(G)]
- „Prevotella marseillensis“ Kuete Yimagou et al. 2019[A. 5]
  - Referenzstamm Marseille P8229 [Marseille-P8229; CSUR P8229]
- Prevotella marshii Downes et al. 2005(G)
  - Referenzstamm E9.34 [CCUG 50419; DSM 16973;(G) JCM 13450(G)]
- „Prevotella massiliensis“ Berger et al. 2005 [„Ca. Prevotella massiliensis“ Drancourt et al. 2004][30]
  - Referenzstamm Smarlab 121567 [CIP 107630]
- Prevotella melaninogenica (Oliver & Wherry 1921) Shah & Collins 1990(G) [Bacteroides melaninogenicus[31]] – Typusart(G)[9][6][32][A. 6]
  - Referenzstamm Finegold B282 [ATCC 25845;(G) CCUG 4944; CCUG 4944 B; CIP 105346; DSM 7089; JCM 6325; NCTC 12963; VPI 15087; VPI 4196]
- Prevotella merdae Maaloum et al. 2023(G)
  - Referenzstamm Marseille P4119 [Marseille-P4119;(G) ECT 9566; CSUR P4119]
- Prevotella micans Downes et al. 2009(G)[33]
  - Referenzstamm E7.56 [CCUG 56105; DSM 21469; JCM 16134(G)]
- Prevotella mizrahii Wylensek et al. 2021(G)
  - Referenzstamm LKV-178-WT-2A(G) [DSM 108495; JCM 34422]
- Prevotella multiformis Sakamoto et al. 2005(G)
  - Referenzstamm PPPA21 [DSM 16608;(G) JCM 12541]

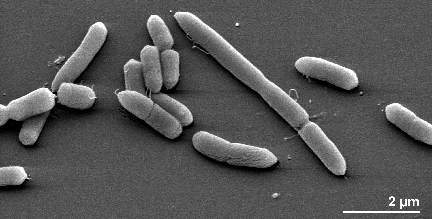
REM-Aufnahme von Prevotella multisaccharivorax PPPA20^{T}.

- Prevotella multisaccharivorax Sakamoto et al. 2005(G)
  - Referenzstamm PPPA20 [DSM 17128;(G) JCM 12954]
- Prevotella nanceiensis Alauzet et al. 2007(G)
  - Referenzstamm LBN 293 [AIP 261; AIP 261.03; CCUG 54409; CIP 108993; DSM 19126;(G) JCM 15639]
- Prevotella nigrescens Shah & Gharbia 1992 [„Prevotella nigrescens“ Shah & Gharbia 1993](G)[16][6][34]
  - Referenzstamm Lambe 729-74 [ATCC 33563; CCUG 9560; CIP 105552; DSM 13386;(G) JCM 12250; JCM 6322; VPI 8944]
- Prevotella oralis (Loesche et al. 1964) Shah & Collins 1990[35][A. 7]
  - Referenzstamm VPI D27B-24 [ATCC 33269; CCUG 15408; DSM 20702; JCM 12251; NCTC 11459]
- Prevotella oris (Holdeman et al. 1982) Shah & Collins 1990(G)[36]
  - Referenzstamm VPI D1A-1A [ATCC 33573; CCUG 15405; CIP 104480; DSM 18711; JCM 12252; JCM 8540; NCTC 13071(G)]
- Prevotella oulorum corrig. (Shah et al. 1985) Shah & Collins 1990(G) [Prevotella oulora (Shah et al. 1985) Shah & Collins 1990]
  - Referenzstamm WPH 179 [ATCC 43324; CCUG 54769; CIP 104477; DSM 19148; JCM 14966;(G) NCTC 11871]
- Prevotella pallens Könönen et al. 1998(G)
  - Referenzstamm 10371 [AHN 10371; ATCC 700821(G); CCUG 39484; CIP 105551; DSM 18710; JCM 11140; NCTC 13042]
- Prevotella paludivivens Ueki et al. 2007(G)
  - Referenzstamm KB7 [DSM 17968;(G) JCM 13650]
- „Prevotella pectinovora“ Nograsek et al. 2015(G)
  - Referenzstamm P4-76(G) [DSM 29996; ZIM B1020]
- Prevotella phocaeensis Afouda et al. 2019(G)[7]
  - Referenzstamm SN 19 [SN19;(G) CSUR P2259; DSM 103364]
- Prevotella pleuritidis Sakamoto et al. 2007(G)
  - Referenzstamm GTC 3021 [CCUG 54350; DSM 18744; JCM 14110(G)]
- „Prevotella rectalis“ Belkacemi et al. 2020[A. 8]
  - Referenzstamm Marseille P4334 [Marseille-P4334; CSUR P4334]
- Prevotella saccharolytica Downes et al. 2010(G)
  - Referenzstamm D033B-12-2 [CCUG 57944; DSM 22473; JCM 17484(G)]
- Prevotella salivae Sakamoto et al. 2004(G)
  - Referenzstamm EPSA11 [DSM 15606;(G) JCM 12084]
- Prevotella scopos Downes & Wade 2011(G)
  - Referenzstamm W2052(G) [CCUG 57945; DSM 22613]
- Prevotella shahii Sakamoto et al. 2004(G)
  - Referenzstamm EHS11 [DSM 15611; JCM 12083(G)]
- Prevotella stercorea Hayashi et al. 2007(G)
  - Referenzstamm CB 35 [DSM 18206;(G) JCM 13469]
- „Candidatus Prevotella stercoripullorum“ Gilroy et al. 2021(G)
  - Referenzstamm USASDec6-549(G)
- Prevotella timonensis Glazunova et al. 2007(G)[A. 9]
  - Referenzstamm 4401737(G) [CCUG 50105; CIP 108522; DSM 22865;(G) JCM 15640;(G) NCTC 14059]
- Prevotella veroralis (Watabe et al. 1983) Shah & Collins 1990
  - Referenzstamm VPI D22A-7 [ATCC 33779; CCUG 15422; DSM 19559;(G) JCM 6290(G)]
- Prevotella vespertina Buhl & Marschal 2020(G)
  - Referenzstamm A2879(G) [CCOS 1233; CCUG 72808; DSM 108027]

Verschiebungen:
nach Gattung Alloprevotella (Prevotellaceae),':!
- Prevotella tannerae Moore et al. 1994 ⇒ Alloprevotella tannerae (Moore et al. 1994) Downes et al. 2013

nach Gattung Bacteroides (Bacteroidaceae):
- Prevotella heparinolytica (Okuda et al. 1985) Shah & Collins 1990 ⇒ Bacteroides heparinolyticus Okuda et al. 1985
- Prevotella zoogleoformans (Weinberg et al. 1937) Shah & Collins 1990 ⇒ Bacteroides zoogleoformans (Weinberg et al. 1937) Cato et al. 1982

nach Gattung Xylanibacter (Prevotellaceae):
- Prevotella brevis (Bryant et al. 1958) Avguštin et al. 1997(G) ⇒ Xylanibacter brevis (Bryant et al. 1958) Hitch et al. 2023
- Prevotella caecicola(G) ⇒ „Xylanibacter caecicola“ (Afrizal et al. 2022
- Prevotella muris(G) ⇒ Xylanibacter muris
- Prevotella oryzae (Ueki et al. 2006) Sakamoto & Ohkuma 2012 ⇒ Xylanibacter oryzae Ueki et al. 2006
- Prevotella rara Efimov et al. 2018 ⇒ Xylanibacter rarus corrig. (Efimov et al. 2018) Hitch et al. 2023
- Prevotella rodentium(G) ⇒ Xylanibacter rodentium
- Prevotella ruminicola (Bryant et al. 1958) Shah & Collins 1990 ⇒ Xylanibacter ruminicola (Bryant et al. 1958) Hitch et al. 2023

Synonymisierung nach GTDB:
Gattung Xylanibacter
Gattung Hallella
- Hallella absiana (GTDB: ⇒ Prevotella absiana)
  - Referenzstamm YH-C38 [JCM 35423; KCTC 25103]
- Hallella faecis (GTDB: ⇒ Prevotella faecis)
  - Referenzstamm CLA-AA-H145 [DSM 111357; JCM 34979]
- Hallella seregens (GTDB: ⇒ Prevotella seregens)
  - Referenzstamm  VPI D238B-15 [ATCC 51272;CCUG 33639; CIP 107046; DSM 28061]

Gattung Palleniella
- Palleniella intestinalis (GTDB: ⇒ Prevotella intestinalis)
  - Referenzstamm PINT [DSM 103738; JCM 34697]
- Palleniella muris (GTDB: ⇒ Prevotella muris_A)
  - Referenzstamm NM73_A23 [DSM 110166; JCM 36503]

## Bakteriophagen
Weitere Studien konnten die Rolle von Bakterienviren (Bakteriophagen) erhellen. Insbesondere wurden im Dickdarm beim Menschen und anderen Primaten (Pavianen aus Afrika) sowie dänischen Schweinen mit Prevotella assoziierte Megaphagen der Klasse Caudoviricetes entdeckt. Darunter befand sich auch eine Phagen-Klade mit einerGenomlänge von mehr als 540 kBp (Kilobasenpaaren), die als Lak-Phagen bezeichnet werden.
Diesen Phagen kommt eine große Bedeutung zu, da sie in der Lage sind, die mikrobiellen Populationen im Mikrobiom des Wirts zu beeinflussen.
Vom Morphotyp sind die Lak-Phagen Myoviren (phages with contractile tails).
Die folgende Liste wurde abgerufen vom National Center for Biotechnology Information (NCBI) Taxonomy Browser (Stand 9. September 2024):
Lak-Phagen mit Wirt Prevotella sp. (alle Klade „Mahaphagen“ in Klasse Caudoviricetes, Morphotyp Myoviren, aus Darm-Metagenom):
- „Prevotella-Phage Lak-A1“ – vom Mensch, Ort: Bangladesh
- „Prevotella-Phage Lak-A2“ – vom Mensch, Ort: Bangladesh
- „Prevotella-Phage Lak-B1“ – von Pavianen (Papio sp.), Ort: Bangladesh
- „Prevotella-Phage Lak-B2“ – von Pavianen (Papio sp.), Ort: Kenia
- „Prevotella-Phage Lak-B3“ – dito
- „Prevotella-Phage Lak-B4“ – dito
- „Prevotella-Phage Lak-B5“ – dito
- „Prevotella-Phage Lak-B6“ – dito
- „Prevotella-Phage Lak-B7“ – dito
- „Prevotella-Phage Lak-B8“ – dito
- „Prevotella-Phage Lak-B9“ – dito
- „Prevotella-Phage Lak-C1“ – von Pavianen (Papio sp.), Ort: Bangladesch

CrAss-artige Phagen mit Wirt Prevotella sp. (Ordnung Crassvirales in Klasse Caudoviricetes, Morphotyp Podoviren, aus Darm-Metagenom)
- „Prevotella-Phage R001“ [Crassvirales sp. ctvpJ74, CrAss-like virus sp. ctvpJ74] – vom Mensch (einer Patientin), Ort: USA

Der „Prevotella-Phage phi AR29“ [Phage ΦAR29], ein temperenter DNA-Phage (dsDNA-Genom?) hat als Wirt den Stamm Prevotella ruminicola AR29; die Spezies wird inzwischen als Xylanibacter ruminicola in die Gattung Xylanibacter (innerhalb derselben Familie Prevotellaceae) klassifiziert.
Alle obigen Viren sind mit Stand 9. September 2024 seitens des International Committee on Taxonomy of Viruses (ICTV) noch unbestätigt.